# Don Bacon
Donald John Bacon (Momence, 16 agosto 1963) è un politico ed ex generale statunitense, membro della Camera dei Rappresentanti per lo stato del Nebraska dal 2017.

## Biografia
Nato nello stato dell'Illinois, Bacon frequenta la Northern Illinois University. Nel 1985 si arruola nella United States Air Force, raggiungendo il grado di brigadiere generale. Nel 2015, all'età di cinquant'anni si ritira dall'aeronautica militare. Nel 2016 si candida alla Camera dei Rappresentanti per il secondo distretto del Nebraska e vince le primarie repubblicane. Nelle elezioni generali dell'8 novembre batte di misura il deputato uscente democratico Brad Ashford con il 49,4% dei voti contro il 47,3. Bacon è quindi l'unico repubblicano ad aver battuto un deputato democratico uscente nelle elezioni del 2016.